# Les Premiers Beatniks
Pour plus de détails, voir Fiche technique et Distribution.
Heart Beat ou les Premiers Beatniks (Heart Beat) est un drame romantique et psychédélique américain réalisé par John Byrum (en) et sorti en 1980.
Il s'agit d'une adaptation de l'autobiographie de Carolyn Cassady. Le film traite des figures marquantes de la génération Beat. Le personnage d'Ira, incarné par Ray Sharkey, est inspiré d'Allen Ginsberg.
Le film a reçu des critiques globalement mitigées, bien que la bande originale ait été saluée par la critique. Les recettes brutes mondiales du film se sont élevées à 954 046 dollars, ce qui en fait une déception commerciale.

## Synopsis
Le film explore le triangle amoureux formé par les personnages réels Neal Cassady, Jack Kerouac et Carolyn Cassady à la fin des années 1950 et dans les années 1960. Il relate la rédaction par Kerouac de son roman phare, Sur la route, et l'effet qu'il a eu sur leur vie.

## Fiche technique
- Titre français : Les Premiers Beatniks ou Heart Beat[1]
- Titre original : Heart Beat[2]
- Réalisation : John Byrum (en)
- Scénario : John Byrum (en) d'après l'autobiographie de Carolyn Cassady
- Photographie : László Kovács
- Montage : Eric Jenkins
- Musique : Jack Nitzsche
- Décors : Thomas L. Roysden
- Production : Eric Pleskow, Mike Medavoy, William Bernstein, Arthur Krim, Robert Benjamin, Ted Ashley, Alan Greisman, Michael Shamberg, David Axelrod, Edward Pressman, William Tepper
- Studio de production : Orion Pictures
- Pays de production :  États-Unis
- Langue originale : anglais américain
- Format : couleurs - 1,85:1 - Son mono - 35 mm
- Genre : drame romantique et psychédélique, film biographique
- Durée : 110 minutes
- Dates de sortie :
  - États-Unis : 25 avril 1980 (New York)
  - France : 24 septembre 1980

## Distribution
- Nick Nolte : Neal Cassady
- Sissy Spacek : Carolyn Cassady
- John Heard : Jack Kerouac
- Ray Sharkey : Ira (personnage inspiré par Allen Ginsberg)[2]
- Ann Dusenberry : Stevie
- Margaret Fairchild : Mrs. Kerouac
- John Larroquette : l'animateur de télévision
- David Lynch : le peintre
- Tony Bill : Dick
- Don Brodie : répartiteur